# Kamenoryt
Kamenoryt je stará technika tisku z výšky, která se používala v Číně  od počátku 7. století (dynastie Tang) a později byla zdokonalena v Japonsku, kde přetrvala do konce 15. století. V evropské grafice jsou díla označená jako kamenoryt zhotovena litografickou rytinou nebo leptáním kamene.

## Historie
Kamenorytem byla zhotovována ve východní Asii razítka vládnoucích dynastií. Pokud byla zhotovena z kamene, pak obvykle v talku (Shoushan), jadeitu, drahých kamenech nebo křišťálu. V lidovém umění přetrvává kamenoryt u Eskymáků, pro které je vhodné dřevo nedostupné.

## Postup
V Číně byl kamenoryt v měkkém kameni prováděn rytím a škrábáním. Byl užíván k reprodukci lineárních kreseb, které byly vytisknuty jako negativ na tmavém podkladu nebo kopírovány frotáží. V technicky dokonalejším japonském kamenorytu se po odrytí pozadí tiskla pozitivní tmavá kresba na světlém pozadí. Kamenoryt byl postupně nahrazen jednodušším dřevorytem.